# Antonio Riccardi (poeta)
Antonio Riccardi (Parma, 1962) è un poeta, scrittore e critico letterario italiano.

## Biografia
Nato a Parma ma originario di Cattabiano, frazione del comune di Langhirano, ha conseguito la laurea in Filosofia presso l'Università degli Studi di Pavia. Per le sue opere ha ricevuto, tra gli altri, il Premio Dessì, il Premio Brancati, il Premio Mondello e il Premio LericiPea. È stato direttore letterario della Mondadori e direttore editoriale della SEM (Società Editrice Milanese), fondata da Riccardo Cavallero. Dal 2019 è direttore editoriale della casa editrice Aboca.

## Opere

### Poesie
- Il profitto domestico, Milano, Mondadori, 1996; Milano, il Saggiatore, 2015
- Gli impianti del dovere e della guerra, Milano, Garzanti, 2004
- Argonauta con sirena, Milano, Quaderni di Orfeo, 2007
- Aquarama e altre poesie d'amore, Milano, Garzanti, 2009
- Tormenti della cattività, Milano, Garzanti, 2018

Raccolte complete
- Poesie 1987-2022, prefazione di Roberto Galaverni, Milano, Garzanti, 2022

### Saggi
- Cosmo più servizi. Divagazioni su artisti, diorami, cimiteri e vecchie zie rimaste signorine, Palermo, Sellerio, 2014

### Curatele
- Nuovissima poesia italiana, Milano, Mondadori, 2004 (con Maurizio Cucchi)
- Almanacco dello specchio, Milano, Mondadori, edizioni 2005-2011 (con Maurizio Cucchi)

## Premi e riconoscimenti
- 1996 – Premio Nazionale Rhegium Julii Poesia, per Il profitto domestico[7]
- 2004 – Premio Brancati, per Gli impianti del dovere e della guerra[2]
- 2010 – Premio Dessì, per Aquarama e altre poesie d'amore[1]
- 2010 – Premio Mondello, per Aquarama e altre poesie d'amore[3]
- 2016 – Premio LericiPea, per Il profitto domestico[4]